# 胡正芝
胡正芝（1929年9月—），女，江苏扬州人，生于北平，中国食品工程师，曾任第七、八、九届全国政协委员。